# Verwaltungsgemeinschaft Ohrdruf
Die Verwaltungsgemeinschaft Ohrdruf lag im thüringischen Landkreis Gotha. In ihr waren die Stadt Ohrdruf und vier Gemeinden zur Erledigung ihrer Verwaltungsgeschäfte zusammengeschlossen. Verwaltungssitz war in der namensgebenden Stadt Ohrdruf.

## Die Gemeinden
- Crawinkel
- Gräfenhain
- Luisenthal
- Ohrdruf, Stadt
- Wölfis

## Geschichte
Die Verwaltungsgemeinschaft wurde am 8. März 1994 gegründet. Am 27. Juli 1995 wurde sie aufgelöst und Ohrdruf wurde erfüllende Gemeinde für die restlichen vier Gemeinden.